# Sclerocoelus
Sclerocoelus (лат.) — род мух-шароусок из подсемейства Limosininae.

## Описание
Желтые или тёмно-коричневые мухи длиной 1,8–5,3 мм. Лицо, щеки и усики оранжево-коричневые. Лобная полоска, интерфронтальная пластинка и орбиты полублестящие, без ясного микровойлочного опыления. Вибриссы большие, вибриссальный угол с одной субвибриссной щетинкой. Щёки с увеличенной передне-вентральной щетинкой и несколькими более мелкими щетинками. Щупики булавовидные жёлтой или коричневой окраски, с двумя большими предвершинными вентральными щетинками. Лунка (пластинка над основанием усиков) обычно широкая, выпуклая и выступающая, у самок всегда шире, чем у самцов. Второй членик усиков с длинными краевыми щетинками. Третий членик яйцевидный, несколько уплощенный на внешней поверхности. Ариста длинноопушенная. Среднеспинка коричневый, по бокам окраска более бледная. За поперечным швом на среднеспинке одна или две (обычно) отчетливые дорсоцентральные щетинки, передняя пара иногда редуцирована. Ноги коричневые или жёлтые. Бёдра передних ног с 3–5 крупными вентральными предвершинными щетинками. Вентральная поверхность средней голени у самцов с вентральной щетинкой на вершине и двумя рядами крепких щетинок в вершинной четверти или двух третях, средние бёдра с двумя рядами крепких проксимальных щетинок. Вентральная поверхность средних голеней самки с прочной средневентральной щетинкой и длинной вентральной щетинкой на вершине. Задние голени с крепкой апиковентральной щетинкой. Крылья прозрачные или затемнённые. Радиальная жилка R4+5 слегка выемчатая, заканчивается прямо перед вершиной крыла. Костальная жилка заканчивается на конце R4+5 или немного заходит за вершину крыла. Брюшко тёмно-коричневое. Задние края тергитов обычно слабо склеротизированы. Тергиты с по −5 и стерниты с 2 по 4 с крупными постеролатеральными щетинками.

## Классификация
Включает 58 видов.
- Sclerocoelus subbrevipennis (Frey, 1954)
- Sclerocoelus aduncus Kuwahara, Marshall, Paiero, 2025
- Sclerocoelus alpinus Kuwahara, Marshall, Paiero, 2025
- Sclerocoelus altus Kuwahara, Marshall, Paiero, 2025
- Sclerocoelus andensis Marshall, 1997
- Sclerocoelus argentinensis Kuwahara, Marshall, Paiero, 2025
- Sclerocoelus azulensis Kuwahara, Marshall, Paiero, 2025
- Sclerocoelus binus Kuwahara, Marshall, Paiero, 2025
- Sclerocoelus brasilensis Marshall, 1997
- Sclerocoelus bucki Kuwahara, Marshall, Paiero, 2025
- Sclerocoelus caligarius Kuwahara, Marshall, Paiero, 2025
- Sclerocoelus caribensis Marshall, 1997
- Sclerocoelus chilensis Kuwahara, Marshall, Paiero, 2025
- Sclerocoelus copiosus Kuwahara, Marshall, Paiero, 2025
- Sclerocoelus costaricensis Kuwahara, Marshall, Paiero, 2025
- Sclerocoelus cubus Kuwahara, Marshall, Paiero, 2025
- Sclerocoelus dasysternum Kuwahara, Marshall, Paiero, 2025
- Sclerocoelus dominicensis Kuwahara, Marshall, Paiero, 2025
- Sclerocoelus dryadalis Kuwahara, Marshall, Paiero, 2025
- Sclerocoelus elephas Kuwahara, Marshall, Paiero, 2025
- Sclerocoelus espeletia Kuwahara, Marshall, Paiero, 2025
- Sclerocoelus flavus Kuwahara, Marshall, Paiero, 2025
- Sclerocoelus frigidifrons Kuwahara, Marshall, Paiero, 2025
- Sclerocoelus galapagensis Marshall, 1997
- Sclerocoelus grandicercus Kuwahara, Marshall, Paiero, 2025
- Sclerocoelus hemorrhoidalis Marshall, 1997
- Sclerocoelus inornatus Kuwahara, Marshall, Paiero, 2025
- Sclerocoelus irregularis Kuwahara, Marshall, Paiero, 2025
- Sclerocoelus latibarbus Kuwahara, Marshall, Paiero, 2025
- Sclerocoelus lazulita Kuwahara, Marshall, Paiero, 2025
- Sclerocoelus limbus Kuwahara, Marshall, Paiero, 2025
- Sclerocoelus longibarbus Kuwahara, Marshall, Paiero, 2025
- Sclerocoelus lutosus Kuwahara, Marshall, Paiero, 2025
- Sclerocoelus mandibulum Kuwahara, Marshall, Paiero, 2025
- Sclerocoelus masneri Kuwahara, Marshall, Paiero, 2025
- Sclerocoelus meridensis Kuwahara, Marshall, Paiero, 2025
- Sclerocoelus nebulosus Kuwahara, Marshall, Paiero, 2025
- Sclerocoelus nitidistylus Kuwahara, Marshall, Paiero, 2025
- Sclerocoelus ocellatus Kuwahara, Marshall, Paiero, 2025
- Sclerocoelus paranebulosus Kuwahara, Marshall, Paiero, 2025
- Sclerocoelus pararegularis Kuwahara, Marshall, Paiero, 2025
- Sclerocoelus parasordipes Kuwahara, Marshall, Paiero, 2025
- Sclerocoelus penai Kuwahara, Marshall, Paiero, 2025
- Sclerocoelus plumiseta (Duda, 1925)
- Sclerocoelus punensis Kuwahara, Marshall, Paiero, 2025
- Sclerocoelus puyensis Kuwahara, Marshall, Paiero, 2025
- Sclerocoelus rectangularis (Malloch, 1914)
- Sclerocoelus recurvatus Kuwahara, Marshall, Paiero, 2025
- Sclerocoelus regularis (Malloch, 1914)
- Sclerocoelus riparius Kuwahara, Marshall, Paiero, 2025
- Sclerocoelus rostrum Kuwahara, Marshall, Paiero, 2025
- Sclerocoelus sordipes (Adams, 1904)
- Sclerocoelus synorios Kuwahara, Marshall, Paiero, 2025
- Sclerocoelus tantus Kuwahara, Marshall, Paiero, 2025
- Sclerocoelus tridens Kuwahara, Marshall, Paiero, 2025
- Sclerocoelus turpis Kuwahara, Marshall, Paiero, 2025
- Sclerocoelus vulgatus Kuwahara, Marshall, Paiero, 2025

## Распространение
Встречаются от юга Канады (49°54′ с. ш.) до центральной части Чили (32°51′ ю. ш.). За пределами основного ареала рода обитает Sclerocoelus subbrevipennis, являющийся эндемиком архипелага Тристан-да-Кунья. Вид Sclerocoelus clarae, помещённый в этот род найден в Монголии, однако, возможно, будет исключен из состава рода после получения дополнительных сведений.